# العلاقات بين جمهورية الكونغو وجمهورية الكونغو الديمقراطية

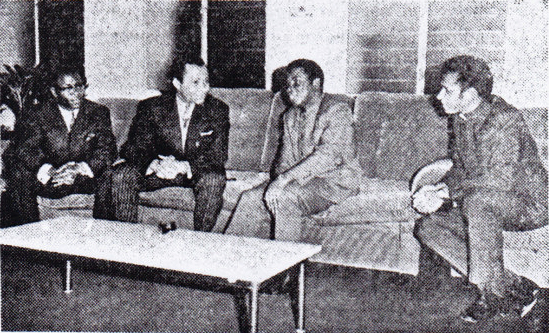
اجتمع مسؤولون من البلدين في عام 1970

تشير العلاقات بين جمهورية الكونغو وجمهورية الكونغو الديمقراطية أو العلاقات بين برازافيل وكينشاسا إلى العلاقات الثنائية بين جمهورية الكونغو (برازافيل) وجمهورية الكونغو الديمقراطية (كينشاسا). تشترك الدولتان في حوض نهر الكونغو والذي كان سبب تسمية كلتا الدولتين. إن عاصمة كلا البلدين، برازافيل وكينشاسا، هما أقرب عاصمتين على الأرض بعد روما ومدينة الفاتيكان وفيينا وبراتيسلافا، حيث تواجهان بعضهما البعض على جانبي نهر الكونغو. ونظرًا لأنهما من الدول الناطقة بالفرنسية التي كانت تحكمها في السابق بلجيكا وفرنسا، فإن الدولتين عضوتان في المنظمة الدولية للفرنكوفونية.

## التاريخ
شارك دولتان في جدل دبلوماسي إثر قضية LICOPA في أغسطس من عام 1971 عندما أعلنت جمهورية الكونغو الديمقراطية أن القائم بأعمال جمهورية الكونغو الديمقراطية شخصًا غير مرغوب فيه. ورغم الحادث، لم تنقطع العلاقات بين البلدين وكرر الجنرال موبوتو التزامه بعلاقات أخوية في وسط إفريقيا. في 22 أغسطس من نفس العام، حكمت محكمة جمهورية الكونغو الديمقراطية على عضو LICOPA أندو إيباري بالسجن لمدة ثلاث سنوات والطرد من البلاد لمدة 10 سنوات بسبب «انتهاك الأمن الخارجي وانتشار أخبار كاذبة».